# Filtnattskatta
Filtnattskatta (Solanum chenopodioides) är en potatisväxtart som beskrevs av Jean-Baptiste de Lamarck. Filtnattskatta ingår i släktet skattor som ingår i familjen potatisväxter. Arten förekommer då och då tillfälligt i Sverige, men reproducerar sig inte där. Inga underarter finns listade i Catalogue of Life.

## Bildgalleri

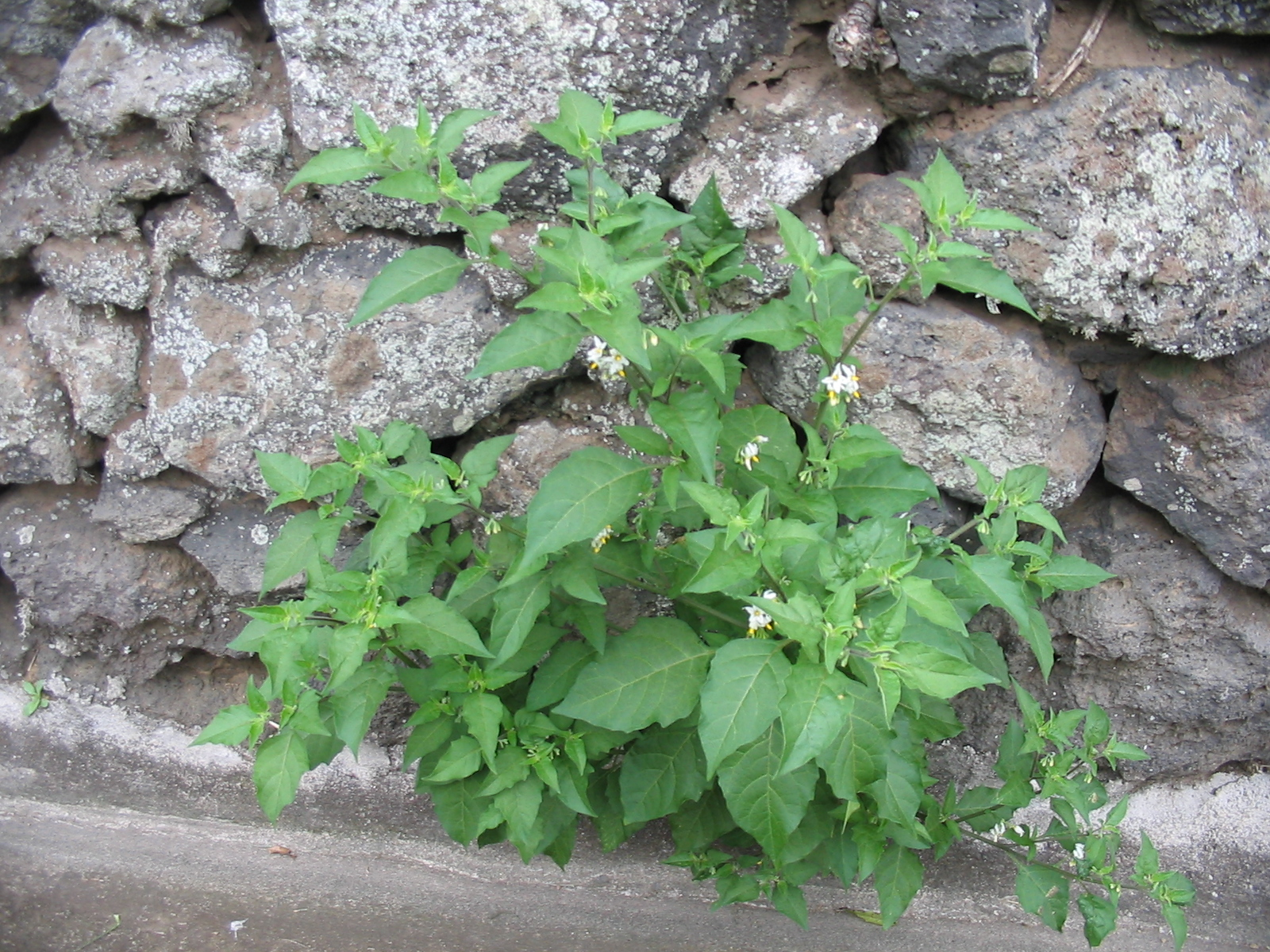
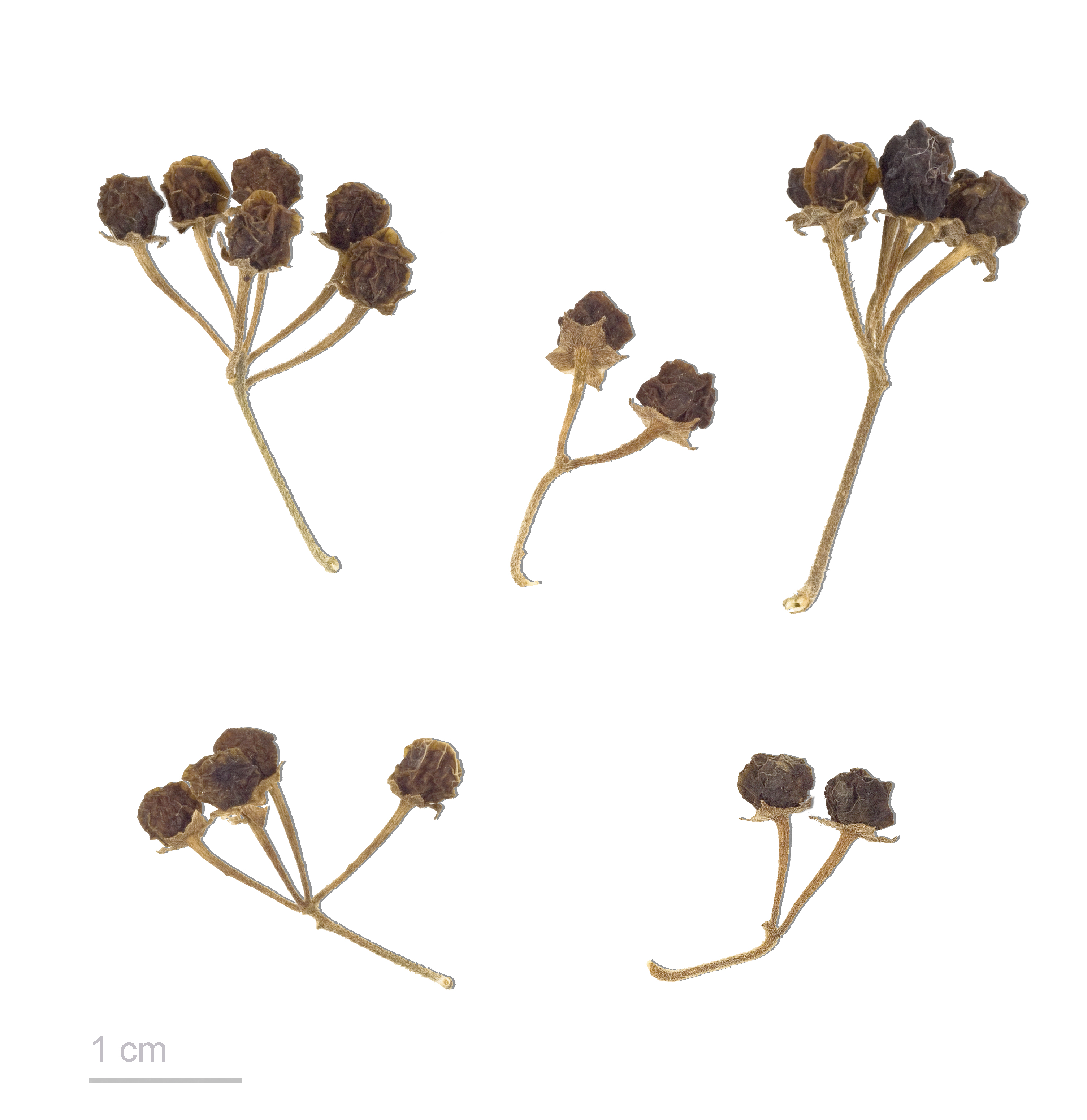